# Psoraleeae
Psoraleeae,  tribus mahunarki iz potporodice Faboideae. Pripada mu devet rodova sa 210 vrsta,, Psoralidium je sinonim za Pediomelum Rydb..

## Novi opis tribusa 2024.
Pleme Psoraleeae sastoji se od 228 vrsta u devet rodova, rasprostranjenih diljem svijeta, ali uglavnom u umjerenom biomu (Bello et al. 2022). Nedavna filogenetska i biogeografska studija pokazala je da endemski afrički rodovi Psoralea L. (67 spp.) i Otholobium C.H.Stirt. (52 spp.) tvore snažno poduprti klad koji je sestrinski s ostatkom Psoraleeae (Bello et al. 2022). Ove su afričke vrste uglavnom rasprostranjene u biomima Fynbos i Succulent Karoo u južnoj Africi s nekim ekstremima u istočnim dijelovima Afrike (POWO 2023). Kako je Psoralea kladus izveden iz Otholobiuma i budući da ima nomenklaturni prioritet, Otholobium je uključen u Psoralea (Bello et al. 2022). Redefinirani rod Psoralea obuhvaća 119 vrsta što ga čini desetim najvećim rodom u florističkoj regiji Greater Cape. Rod tvori dvije široke skupine usklađene s prethodnim opisima zasebnih rodova, ali neki problemi smještanja nekoliko vrsta ostaju neriješeni. Postoji još gotovo 20 neopisanih vrsta koje su zabilježene tijekom terenskog rada i herbarskih studija, uključujući navodne taksone zabilježene na uzorcima herbarija. U ovom radu opisano je deset novih vrsta, od kojih se neka rukopisna imena već neformalno koriste na web stranicama kao što su iSpot i iNaturalist te u popularnim priručnicima (npr. Manning i Goldblatt 2012; Bredenkamp 2019).

## Rodovi i broj vrsta
1. Bituminaria Heist. ex Fabr. 10
2. Cullen Medik. 34
3. Hoita Rydb. 3
4. Ladeania A. N. Egan & Reveal 2
5. Orbexilum Raf. 11
6. Otholobium C.H. Stirt. 60
7. Pediomelum Rydb. 24
8. Psoralea L. 63
9. Rupertia J. Grimes 3